# The Amazing World of Gumball
The Amazing World of Gumball (ook bekend als Gumball) is een Brits-Amerikaanse absurdistische tekenfilmserie, gemaakt door Ben Bocquelet. De serie werd in Nederland en Vlaanderen vanaf 9 november 2011 uitgezonden op Cartoon Network onder de titel De Wonderlijke Wereld van Gumball. 
Voor de serie werd gebruikgemaakt van een combinatie van technieken, zoals live-action, CGI, poppen, stop-motion en traditionele animatie.
Er werden 6 seizoenen gemaakt. In 2016 kondigde Ben Bocquelet aan dat er geen zevende seizoen zou komen. Wel verschenen er twee miniseries: Darwin's Yearbook (2019) en Gumball Chronicles (2020). Op 21 september 2021 werd aangekondigd dat er een televisiefilm en een spin-off op de planning stond. De film zou een vervolg worden op de cliffhanger van seizoen zes.
Inmiddels is echter bevestigd dat er toch een vervolgseizoen komt. Deze nieuwe serie krijgt de titel The Wonderfully Weird World of Gumball en wordt gepresenteerd als zowel een spin-off als spirituele voortzetting van de originele serie. Het dient feitelijk als zevende seizoen en sluit aan op eerdere gebeurtenissen. De eerste beelden verschenen in mei 2025.
De serie is wereldwijd een van de populairste programma's van Cartoon Network en ontving overwegend positieve kritieken. Er zijn diverse prijzen gewonnen, waaronder enkele BAFTA's en een Emmy.

## Verhaallijn
De serie gaat over de beslommeringen van de familie Watterson. Veel afleveringen gaan over het leven in het gezin, op school of met de buren en spelen zich af in het fictieve plaatsje Elmore. Deze plaats wordt bewoond door dieren, knuffels, voorwerpen en zelfs voedsel die als karakters met elkaar samenleven. Deze karakters maken zelf ook weer gebruik van gebruiksvoorwerpen, apparaten en voedsel en die houden er stiekem ook weer een eigen leven op na. Zelfs auto's, verkeersborden en bacteriën leiden een eigen leven en hebben sociale interactie.

### Hoofdpersonages

#### Familie Watterson en Senicourt
- Gumball Tristopher Watterson is een blauwe kat van 12 jaar oud en tevens de hoofdpersoon. Beste vriend van Darwin en het vriendje van Penny en de aartsvijand van Rob. Gumball zit vol met emoties: hij is doorgaans het vriendelijkste personage van de show en bovendien heel optimistisch en een rasechte beschermer, maar hij heeft ook weleens een sarcastische kijk op de wereld en ergert zich mateloos aan vergevingsgezind gedrag, wat hem aan kan zetten tot jaloezie, waardoor hij af en toe gemene dingen zegt die hij niet meent. Zijn originele naam was Zach.
- Richard Dikke Freded Watterson is de vader van Gumball en een roze konijn van 38 jaar oud. Hij houdt van veel fantasy, heeft geen baan en is erg dik en lui. Soms krijgt Richard van zijn familie, met name van zijn vrouw Nicole, wat eenvoudige taken, bijvoorbeeld eten halen. Als hij geen taken heeft of iets dergelijks zit Richard de rest van de dag op de bank.
- Dokter Nicole Watterson-Senicourt is de moeder van Gumball en net als hij een blauwe kat. Ze is de enige in de familie die een baan heeft, daarnaast werkt ze thuis ook hard. Door het harde werken komt Nicole streng over en heeft ze een kort lontje, niet zelden is ze op zo'n moment naar eigen zeggen 'niet boos, maar gewoon zeer teleurgesteld'. Net als haar man Richard is Nicole 38 jaar oud.
- Anais Errrrr Watterson is net als Richard een roze konijn. Ze is 4 jaar oud en als de kleine zus van Gumball is zij de jongste van het gezin. Ondanks haar jonge leeftijd is Anais de slimste van de familie en ze zoekt altijd iemand om vrienden te worden.
- Darwin Raglan Caspian Ahab Poseidon Nicodemius Watterson III is een mix van een goudvis en een zuigvis van 10 jaar oud. Darwin was ooit het huisdier van de Wattersons, maar op een dag kreeg hij op de één of andere manier benen en paste zich aan het leven buiten water aan. Omdat hij Gumball meerdere keren imiteerde, kreeg hij een grote band met Gumball. Sindsdien is hij Gumball en Anais' adoptiebroer en adoptiezoon van Nicole en Richard.
- Joanna "Jojo" Watterson is de grootmoeder van Gumball en Anais. Ze is net als haar zoon Richard en kleindochter Anais een roze konijn. Ze is echter erg klein van stuk en draagt een korset dat haar in model houdt. Verder heeft ze een hoop stalen protheses. Ze is pas 63 jaar, hoewel ze er veel ouder uit ziet. Ze was ooit getrouwd met Frankie Watterson die haar en hun zoon 33 jaar geleden in de steek liet toen hij een pak melk ging kopen. Ze is nu getrouwd met Louie.
- Francis "Frankie" Watterson is de grootvader van Gumball en Anais. Hij is een grote grijze rat en heeft 33 jaar geleden zijn gezin verlaten. Hij is een rasechte oplichter en zakkenroller.
- Louie Finkleheimer Watterson is de nieuwe man van Joanna Watterson. Richard kon dat moeilijk accepteren, maar heeft zich er toch in berust. Hij is 72 jaar oud en ziet eruit als een slecht getekende zwarte muis.
- Daniel Senicourt is de grootvader van Gumball en Anais en een witte kat. Hij is opvliegend en chagrijnig en lijkt nooit in een goed humeur te zijn.
- Mary Senicourt is de grootmoeder van Gumball en Anais. Zij is net zoals haar dochter Nicole en kleinzoon Gumball een blauwe kat. Ze is kalm, maar enigszins snobistisch en streng.

### Bijpersonages

#### Familie Robinson
Deze familie bestaat uit de poppen Gaylord en Margaret Robinson en hun zoon Rocky. De ouders zijn humeurig en onaardig en kunnen niet overweg met de familie Watterson, terwijl Rocky juist een zonnig karakter heeft. Margaret is al sinds jong af aan heel sadistisch en komt weg als een abnormaal persoon. Volgens Gaylord is zij slecht, simpelweg omdat ze een slechte persoonlijkheid heeft.

#### Familie Banaantje
Banaantje "Bob" Robert is de vader van Banaantje "Joe" Joseph en de echtgenoot van Banaantje Barbara. Joe is de clown van de klas. Obadiah Banaantje is de voorvader van de familie Banaantje die mogelijk mee deed aan de Amerikaanse Onafhankelijkheidsoorlog. Hij liet een kostbare pen na aan zijn betachterkleinzoon.

#### Familie Fitzgerald
Patrick Fitzgerald is de vader van Penny en Polly en de man van Judith. Hij is zeer beschermend voor zijn familie en werkt bij zijn eigen bouwbedrijf genaamd Fitzgerald Co. Limited. Patrick, Penny, Polly en Judith zijn vormveranderende feeën, waarvan de meesten in hun schulp zitten. Sinds aflevering De schil is Penny uit haar schulp, zij is het vriendinnetje van Gumball.

#### Leerlingen van Elmore Junior High
Op school zijn diverse personages te vinden:
- Carrie Krueger is een meisjesspook van 327 jaar oud. Ze is het vriendinnetje van Darwin. Soms kruipt ze bij levende wezens in hun lichaam om zo voedsel te kunnen proeven. Haar voornaam verwijst waarschijnlijk naar Carrie White, haar achternaam naar het filmpersonage Freddy Krueger.
- Tobias Wilson lijkt op een veelkleurig pluizig wolkachtig mensachtig wezen met drie vingers aan elke hand en hij is een opschepper. Hoewel hij gezien wordt als een van de pestkoppen van Elmore Junior High, kan hij ook heel aardig zijn.
- Tina Rex is de meest angstaanjagende pestkop van Elmore Junior High. Tina is een CGI-geanimeerde tyrannosaurus van 14 jaar oud met een mannenstem. Zij woont met haar vader op de vuilnisbelt. Hoewel Tina graag anderen pest, is ze zelf twee keer blijven zitten op de basisschool.
- Jamie Russo is een tomboy en een van de pestkoppen van Elmore Junior High, waar ze Tina vaak vergezelt. Haar moeder is de coach van Elmore Junior High.
- Julius Oppenheimer Jr. is een mensachtig personage met een zwart lichaam en een bom voor een hoofd. Hij is een van de pestkoppen in Elmore Junior High.
- Sarah G. Lato is een antropomorfe ijshoorn, ze is heel verlegen en zegt zelden iets. Ze is verliefd op Gumball en Darwin, maar in beide gevallen is het niet wederzijds. Haar originele naam was Dolly.
- Masami Yoshida is een kleine, witte wolk met uitgeholde gaten voor haar ogen en mond. Wanneer ze wordt gekweld door een negatieve emotie (zoals verdriet of woede), wordt ze grijs en stormachtig. Ze is geobsedeerd door haar uiterlijk. Haar vader is Nicole Watterson's werkgever.
- Bobert 6B "Bobert" is een hightech robot die naar Elmore Junior High gaat en verreweg de slimste leerling van de school is. Ondanks zijn hoge IQ heeft hij het moeilijk met emoties en neemt elk woord letterlijk.
- Leslie is een delicate bloem en een neef van Penny en Polly, zoals onthuld is in De bloem.
- Juke is een 'stereohoofdig kind', wat betekent dat zijn hoofd op een radio lijkt. Juke's enige manier van verbale communicatie is door beatboxing-geluiden.
- Teri is een gekreukt papiertje en hypochonder.
- Idaho is een antropomorfe aardappel, geboren en getogen op het platteland en volgt overtuigingen en maniertjes vergelijkbaar met de Amish.
- Jodie Mallard is een oranjekleurige meisjeseend met een typisch Aziatisch kapsel. Haar voornaam verwijst waarschijnlijk naar de actrice Jodie Foster.
- Alan Keane is een ballon waar een gezicht op getekend is. Alan heeft verkering met Carmen Verde, een antropomorfe groene cactus. Hij is voor velen beschouwd als 'perfect' en een weldoener, hoewel Gumball zich hier soms aan ergert.
- Harry "Ocho" Tandenstoker is een kleine zwarte spin in 8-bit-stijl. Hij kan aardig en vriendelijk zijn in de omgang met anderen, maar alleen als die ook aardig voor hem zijn. Zo niet, dan kan hij snel agressief worden.
- Sussie is een chinikin met glimmende ogen.
- Hector Jötunheim is een enorme, gorilla-achtige reus.
- Colin en Felix zijn een paar beige eieren. Ze spreken met een Brits accent en hebben een obsessie voor academici.
- Molly Collins is een kleine, kinderlijke versie van een sauropode.
- Clare Cooper is een grijze, glinsterende, groenharige humanoïde.

#### Leraren van Elmore Junior High
- Juf "Lucy" Simian is de mentor van de klas waar Gumball, Darwin en hun vriendjes in zitten. Ze is een baviaan die al sinds de Steentijd als lerares op Elmore Junior High werkt. Ze is vermoedelijk al ouder dan 2 miljoen jaar en hiermee de oudste inwoner van Elmore en volgens veel inwoners, vooral haar studenten, ook de gemeenste. Juffrouw Simian is een opvliegende, sadistische en knorrige vrouw met een mannenstem die helemaal niets om anderen lijkt te geven.
- Directeur "Nigel" Brown is een grote bruinharige naaktslak en directeur van Elmore Junior High, hij is erg begaan met zijn leerlingen en is een van de weinige inwoners van Elmore die juffrouw Simian aardig vindt.
- Decaan "Steve" Klein is een antropomorfe wolk. Hij is decaan van Elmore Junior High en een van de weinige inwoners van Elmore die juffrouw Simian aardig vindt.
- Coach Russo is de gymlerares van Elmore Junior High en de moeder van Jamie. Zij zet haar leerlingen erg onder druk om goed te presteren, dit geldt vooral voor haar dochter, haar dochter is ook vrijwel de enige student op wie ze trots lijkt te zijn. Ze slooft zich vaak uit, zo zegt ze bijvoorbeeld dat ze al meerdere gouden medailles heeft gewonnen op de Olympische Spelen. In werkelijkheid is ze echter erg lui, raakt ze heel snel uitgeput en is ze helemaal niet goed in gymnastiek.
- Meneer Moonchild Corneille is een geklede antropomorfische kikker en komt kalm en beheerst over, maar heeft mentale krachten waarmee hij zaken kapot kan maken. Hij heeft een oogje op de schoolverpleegster Joan Markham, een antropomorfische pleister.

#### Andere bewoners
- Kenneth is een monster dat ontworpen is door Gumball en bestaat uit verschillende vuile onderdelen. Hij is kwaadaardig en gevaarlijk.
- De kwaadaardige schildpad is een naamloos personage en vermoedelijk een Afrikaanse drieklauw. Zij is praktisch onoverwinnelijk en bijt iedereen zodra ze de kans krijgt. Richard heeft haar per abuis gekocht terwijl ze in verwachting was. Toen de Wattersons erachter kwamen dat ze kwaadaardig was, hebben ze haar meteen het huis uitgezet.
- Lawrence "Larry" Needlemeyer is een origami-steen met talloze baantjes: hij werkt onder andere bij de supermarkt, een benzinestation, het restaurant, caissiëre en de bank en hij is kapper, koerier en verzekeringsagent. Hierdoor is hij onmisbaar voor de economie van Elmore, wat blijkt toen hij in staking ging.
- Sal Linkerduim is de plaatselijke crimineel van Elmore en wordt gezien als de gevaarlijkste inwoner van Elmore. Hij ziet eruit als een afdruk van een linkerduim.
- Harry Gedges is een buurman van de Wattersons. Niemand schijnt zijn naam te weten, dus het werd voor Gumball en Darwin een hele missie om zijn naam te ontdekken. Eerst dachten ze dat hij Gary Hedges heette, maar hij heette Harry Gedges en zat in een getuigenbeschermingsprogramma. Hij ziet eruit als een bejaarde eland en werkt als postbode.
- Donut Politie is de plaatselijke hoofdagent van Elmore en ziet er uit als een grote roze donut. Hij heeft drie hulpagenten die een hotdog, een bekertje koffie en een hamburger zijn. Zijn andere werknemers zijn Franse frietjes. Veel agenten, met name de hoofdagent, zijn volslagen incompetent.
- Anthony "Tony" Peters en de verder naamloze bewoners Onderlolbroek en Gesmolten Kaasman kampen met een ernstig overgewicht.
- Dokter Big is een gekke geleerde die zijn medicijnen test op proefpersonen.
- Kip Schlezinger is de nieuwslezer van Elmore Newsflash, het plaatselijke nieuwsprogramma. In het begin was hij een echt mens, maar later veranderde hij in een sprekende man van krantenpapier. Ook werkzaam bij Elmore Newsflash zijn verslaggever Michael "Mike" Hillis en cameraman Ken.

## Nederlandstalige versie
De titels zijn in het Engels, maar de titels van de afleveringen worden wel uitgesproken in het Nederlands, meestal door de stem van Gumball. De Nederlandse eindtitels verschijnen na de originele eindtitels.
De meeste personages hebben geen Nederlandse namen, maar er zijn wel referenties naar Nederland en ze betalen tevens met euro's.

### Nasynchronisatie
De Nederlandse versie werd verzorgd door SDI Media The Netherlands, inmiddels gefuseerd met Iyuno. De dialogen en zang werden geregisseerd door Edna Kalb en vertaald door Patty Paff.
Met de stemmen van:
- Gumball: Christian Nieuwenhuizen (seizoen 1, 2011-2012), Julius de Vriend (seizoen 2, 2012-2013), Valentijn Banga (seizoen 3, 2014-2015) en Teddy Isak Ortanca (seizoen 4-6, 2015-2019),  Fé van Kessel (seizoen 7, 2025-verder)
- Darwin: Nathan van der Horst (seizoen 1-2, 2011-2013),  Valentijn Banga (seizoen 3, 2014-2015) Viggo Neijs (seizoen 4-5, 2015-2017) en Sil van der Zwan (seizoen 6, 2018-2019)
- Anais: Échica Florijn (seizoen 1-6, 2011-2019)
- Pap Richard: Casper Veltenaar
- Mam Nicole: Laura Vlasblom
- Meneer Robinson: Dieter Jansen
- Oma Jojo: Maria Lindes
- Opa Franky: Wim van Rooij
- Louie: Reinder van der Naalt
- Penny / Sarah: Anneke Beukman
- Nicole's moeder: Melise de Winter
- Nicole's vader: Victor van Swaay en Leo Richardson
- Rocky: Hans Somers
- Rob: Collin Stelwagen
- Patrick Fitzgerald /  Nigel Brown /  Mowdown: Marcel Jonker
- Judith Fitzgerald /  Yuki Yoshida / Jackie Wilson / Molly Collins /  Ori: Jann Cnossen

## Afleveringen
| Seizoen | Seizoen | Afleveringen | Uitzenddatum (VS) | Uitzenddatum (VS) | Uitzenddatum (NL/BE) | Uitzenddatum (NL/BE) |
| Seizoen | Seizoen | Afleveringen | Seizoen start     | Seizoensfinale    | Seizoen start        | Seizoensfinale       |
| ------- | ------- | ------------ | ----------------- | ----------------- | -------------------- | -------------------- |
|         | Pilot   | Pilot        | 8 mei 2008        | 8 mei 2008        |                      |                      |
|         | 1       | 36           | 3 mei 2011        | 13 maart 2012     | 9 november 2011      | 1 april 2012         |
|         | 2       | 40           | 7 augustus 2012   | 3 december 2013   | 12 december 2012     | 30 oktober 2013      |
|         | 3       | 40           | 5 juni 2014       | 6 augustus 2015   | 8 september 2014     | 21 mei 2015          |
|         | 4       | 40           | 7 juli 2015       | 27 oktober 2016   | 19 oktober 2015      | 2 september 2016     |
|         | 5       | 40           | 1 september 2016  | 10 november 2017  |                      |                      |
|         | 6       | 44           | 5 januari 2018    | 24 juni 2019      |                      |                      |